# Маяк Орловский
Маяк Орловский — населённый пункт в Приморском районе Архангельской области. Входит в состав Пертоминского сельского поселения.

## География
Населенный пункт находится на крайней точке Онежского полуострова на берегу Онежской губы Белого моря. Административный центр поселения посёлок Пертоминск находится в 120 км (по прямой) к востоку. Ближайшие населенные пункты поселки Пушлахта и Летняя Золотица. 

### Климат
Климат умеренно-континентальный, морской с продолжительной зимой и коротким прохладным летом.
Зима длинная (до 250 дней) и холодная, с температурой воздуха до минус 26 градусов С° и сильными ветрами. Средняя температура января — 15 градусов. Лето прохладное, средняя температура июля + 16 градусов тепла. Осадков от 400 до 600 мм в год. В среднем за год около 27 % всех осадков выпадает в виде снега, 55 % — в виде дождя и 12 % приходится на мокрый снег и снег с дождем. Характерна частая смена воздушных масс, поступающих из Арктики и средних широт. Погода крайне неустойчива. Длина светового дня колеблется от 3 часов 30 минут (22 декабря) до 21 часа 40 минут (22 июня).

### Часовой пояс
Населённый пункт Маяк Орловский, как и вся Архангельская область, находится в часовой зоне МСК (московское время). Смещение применяемого времени относительно UTC составляет +3:00.

## Население
| 2002 | 2010 | 2012 |
| ---- | ---- | ---- |
| 0    | →0   | →0   |

## Орловский маяк
Летне-орловский маяк расположен на мысе Летний Орлов, в 10 м от оконечности мыса на каменнистой гряде. Как все маяки Белого моря, работает только в период навигации, что отражается в названии. Сооружение было окончено 31 июля 1900 года и первоначально имело высоту 6,6 м. Для туманных сигналов был установлен колокол. Первоначально обслуживался 5 человеками. Также имелась лодочная спасательная станция и частная лоцманская артель. После реконструкции 1927 года, маяк имеет высоту 12 м и представляет собой усечённую пирамиду. На настоящее время имеются проблесковые огни на расстояние до 12 морских миль и наутофон для туманного сопровождения.